# Cegielniana (Kraków)
Osiedle Cegielniana – osiedle w Krakowie wchodzące w skład Dzielnicy IX Łagiewniki-Borek Fałęcki. Nie stanowi jednostki pomocniczej niższego rzędu w ramach dzielnicy.
Jednostki urbanistyczne graniczące z osiedlem to: Łagiewniki, Borek Fałęcki, Zakrzówek, Mateczny.
Osiedle powstało w latach 1974–1975 według projektu sporządzonego przez H. Malinowską w technologii wielkopłytowej. Znajduje się w północno-zachodniej części Łagiewnik, na którym w 1983 r. erygowano parafię Matki Bożej Saletyńskiej, a w ostatnich latach wzniesiono kościół według projektu Witolda Cęckiewicza.

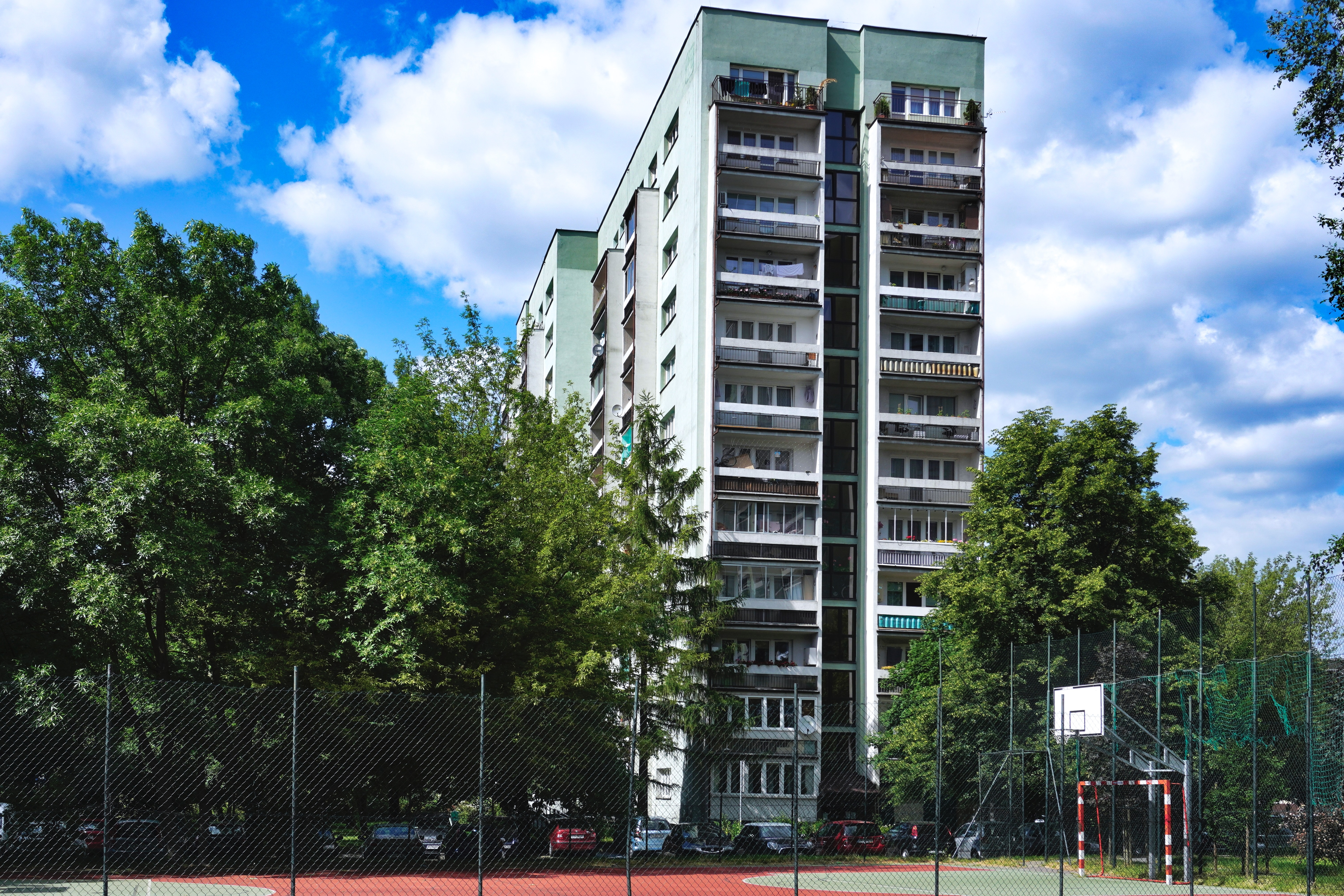
Wnętrze osiedla, blok przy ul. Odrzańskiej 2